# 比紹普冰川
69°42′S 71°27′W / 69.700°S 71.450°W
比紹普冰川（英語：Bishop Glacier）是南極洲的冰川，位於亞歷山大一世島西北部，最終注入莫扎特山麓冰川，以冰川學家命名，現時由南極條約體系管理。

## 外部連結
- http://www.geographic.org/geographic_names/antname.php?uni=18809&fid=antgeo_128 （页面存档备份，存于）